# Антей 2500
Антей 2500 или С-300ВМ (название на НАТО SA-23 Gladiator / Giant) е руска система за противоракетна отбрана с малък обсег. Разработена е въз основа на С-300, но с по-голям обсег и точност.

## Описание
Антей 2500 е предназначена да прихваща крилати и балистични ракети с обсег до 2500 км. Системата е способна и да засича стелт-самолети, и се отличава с пълна автономност на работа. Друга характерна черта е пълният имунитет към ЕПМ и високата проходимост (Антей 2500 е мобилна система). Възможно е фокусиране на взривната мощ на бойната глава в определена точка. Антей 2500 може да прихваща и сваля свръхманеврени цели и да защитава площ от 2500 кв. км.

## Технически характеристики
- Максимален обсег срещу балистична цел: 40 км
- Максимален обсег срещу аеродинамична цел: 200 км
- Максимална височина на прихващане: 30 км
- Минимална височина на прихващане: 25 м
- Максимална скорост на целта: 4500 м/сек
- Максимален брой на едновременно прихванати цели: 24 (балистични), 16 (аеродинамични)
- Брой ракети в дивизия: 96+48
- Време за привеждане/извеждане от бойна готовност: 5/5 мин
- Време за подготовка на ракетата: 7,5 мин
- Капацитет на радара: до 200 цели едновременно
- Максимален обсег на радара: 250 км
- Ракета за близки разстояния: 9М83М (96 в дивизия)
- Ракета за далечни разстояния: 9М82М, до 200 км обсег (48 в дивизия)
- Бойна глава: конвенционална, 150 кг
- Гориво: твърдо
- Макс. скорост: до 8640 км/ч
- Радари
  - 9С15М2 (1)
  - 9С19М (1)
  - 9С32М (4)
- Командни постове: 1
- Установки в дивизия: 24
- Установки за допълнителни ракети в дивизия: 24